# Исперихово
Исперихово (болг. Исперихово) — село в Болгарии. Находится в Пазарджикской области, входит в общину Брацигово. Население составляет 2002 человека.

## Политическая ситуация
В местном кметстве Исперихово, в состав которого входит Исперихово, должность кмета (старосты) исполняет Борис Асенов Стоянов (Движение за права и свободы (ДПС)) по результатам выборов.
Кмет (мэр) общины Брацигово — Васил Михайлов Гюлеметов (независимый) по результатам выборов.